# Leucandra pallida
Leucandra pallida är en svampdjursart som beskrevs av R.W. Harold Row och Hozawa 1931. Leucandra pallida ingår i släktet Leucandra och familjen Grantiidae.
Artens utbredningsområde är havet kring Australien. Inga underarter finns listade i Catalogue of Life.